# Pascal Griset
 (septembre 2020).
Pour les articles homonymes, voir Griset.
Pascal Griset, né le 1er mai 1957 à Paris est un historien français spécialiste de l'histoire des innovations. Il enseigne à l'Université Paris-Sorbonne.
Il est président du comité pour l'histoire de l'Inserm.
Il a consacré, notamment, de nombreux articles, recherches et livres aux ingénieurs des télécommunications et à l'histoire des télécommunications.